# Журавлёв, Сергей Юрьевич (религиозный деятель)
Архиепископ Сергий (в миру Сергей Юрьевич Журавлёв 14 мая 1969, Чебоксары, Чувашская АССР, СССР) — архиепископ неканонических Украинской реформаторской православной церкви и Реформаторской православной церкви Христа Спасителя.
Бывший в 1991—1996 годах священником Русской православной церкви, отлучённый за «ересь пятидесятничества».

## Биография

### Происхождение
Родился 14 мая 1969 года в городе Чебоксары, Чувашской Республике в семье атеистов. По словам Сергея Журавлёва, он чудесным образом пережил покаяние и обращение к Богу в подростковом возрасте перед Иисусом Христом и имел необычные духовные переживания в зрелом возрасте (явления Иисуса Христа в видении, будучи в карцере, во время службы в рядах советской армии).
Начинал своё служение в Русской православной церкви в начале 1988 года в качестве чтеца и пономаря в Орловско-Брянской (ныне Орловско-Ливенской) епархии. Временно управляющим Орловско-Брянской епархией являлся в те дни архиепископ Рязанский и Касимовский Симон (Новиков).
Своё служение в православии Сергей совершал у своего первого духовного наставника, митрофорного протоиерея Иоанна Квятовича. Пел, читал и помогал священнику в Никольском храме села Лепешкина Орловской области, а впоследствии, также в Никольском храме города Солнечногорска Московской области, где настоятелем в те годы был протоиерей Иоанн Пташинский.

### Священническое служение
В 1991 году, после непродолжительного дьяконского служения, был рукоположен в священники и служил клириком Рязанской, а затем Брянской епархий. Рукоположения дьяконское и священническое совершил архиепископ Рязанский и Касимовский Симон (Новиков) в кафедральном Борисо-Глебском Соборе города Рязани.
С конца 1991 года был настоятелем православных храмов в Рязанской, а затем и Брянской областях. В Рязанской области служил как священник в селе Фирюлевка и Виленки Милайловского района, в селе Богородицкое Милославского района, селе Карабухино Путятинского района. В десятках храмов Рязанской области служил в многочисленных командировках от Рязанского Епархиального Управления, по благословению архиепископа (Симона Новикова).
Будучи настоятелем Свято-Васильевской церкви Брянской области, в 1996 году пережил то, что сам впоследствии расценивал «возвращение к Божьему Слову» и «личное пробуждение». В том же 1996 году вышел из Русской православной церкви «по идейным соображениям», а спустя несколько месяцев был обвинён в «ереси пятидесятнической» и отлучен от РПЦ.
«Изменивший Православной Вере, отвергнувший догмат о едином крещении, принявший крещение у баптистов, священник Сергий Журавлев, настоятель Св. Васильевской церкви с. Душатино Суражского района, извергается из священства и лишается всех должностей с 27 августа на основании Апостольских Правил 62, 65 и др.» — такой указ получил на руки бывший священник С. Журавлев 27 августа 1996 года от управляющего Брянской епархией Русской Православной Церкви архиепископа Брянского и Севского Мелхиседека.

### Епископство
Религиозная организация «Церковь евангельских христиан „Святой троицы“ города Тулы», действующая с 1996 года под руководством пастора Вениамина Андриевского, приняла Журавлева в свой состав, как одного из пасторов.
Далее, 3 февраля 2001 года Журавлёв был рукоположен и «помазан на апостольское служение» пасторами Сандеем Аделаджа, Алексеем Ледяевым, Кентом Маттоксом и Джоном Экхартом. Помазание на апостольское служение проходило на одном из богослужений конференции религиозной организации «Посольство Божье».
В сан православного епископа с титулом «Киевский» хиротонисан Журавлёв 14 января 2002 года Собором епископов по благословению первоиерарха «Апостольской православной церкви „Возрождение“» (до 6 мая 2004 года АПЦ называлась «Апостольской православной церковью „Возрождение“» и др.) митрополита Стефана (Линицкого), архиепископом Кириаком (Темерциди), епископом Александром (Глущенко), епископом Сергием (Саркисовым) с согласием епископа Виталия (Кужеватова).
До конца 2004 года нес своё служение главным образом на территории Украины.

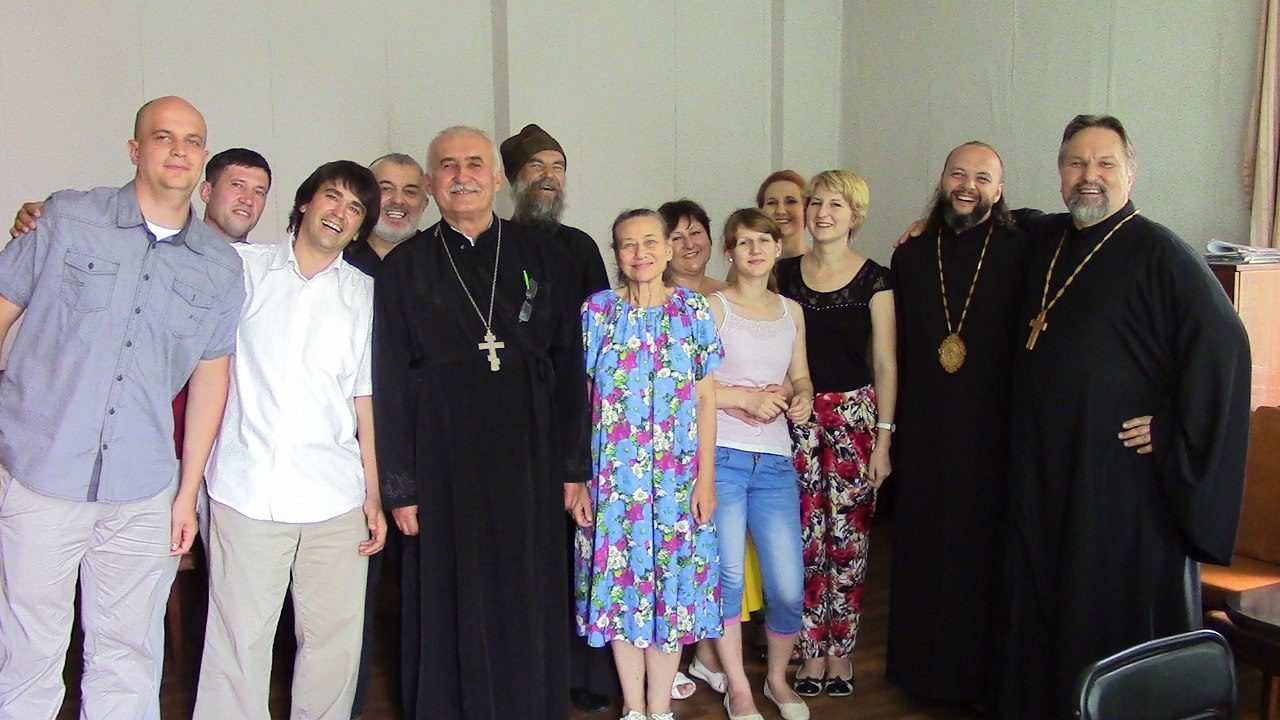
После литургии в Реформаторской православной церкви Христа Спасителя (РПЦХС)

C августа 2012 года Журавлёв является предстоятелем «Реформаторской православной церкви Христа Спасителя», в состав которой входят: Румынская реформаторская православная церковь, Грузинская реформаторская православная церковь, Белорусская реформаторская православная церковь и Украинская реформаторская православная церковь.

## Личная жизнь
Женат на Инне Сергеевне, шестеро детей — Анастасия, Николай, Серафим, Татьяна, Сергей и Инна.

## Критика
Оппонентами подвергается практикующееся в церкви Журавлева пение под звуки разнообразных музыкальных инструментов, шофаров и акустической гитары, «Крещение Святым Духом со знамением молитвы на иных языках». Священнослужитель РПЦ (до 2020 года) Усатов, Александр Николаевич критиковал и вероучение Журавлёва. Он приписывал ему неопятидесятничество восточного обряда.. Ведь последний отрицает: монашество, молитву святым, целование икон, молитву Деве Марии и др. аспекты традиционного православия, считая это ересями древними.
В сентябре 2016 года Сергей Журавлёв был оштрафован Судом Санкт-Петербурга за незаконную миссионерскую деятельность, став одним из первых, к кому был применен так называемый «Закон Яровой».